# Barbula williamsii
Barbula williamsii là một loài Rêu trong họ Pottiaceae. Loài này được (P.C. Chen) Z. Iwats. & B.C. Tan mô tả khoa học đầu tiên năm 1979.